# Личный опыт (роман)
 «Личный опыт» (яп. 個人的な体験 Кодзинтэкина тайкэн) — основанный на автобиографическом материале роман Кэндзабуро Оэ, ознаменовавший начало зрелого периода творчества писателя. «Личный опыт» был опубликован в 1964 году издательством «Синтёся» и в том же году был удостоен литературной премии «Синтёся». Позднее роман был переведён на английский, датский, испанский, итальянский, немецкий, норвежский, польский, французский, румынский языки. «Личный опыт» является одним из наиболее известных произведений писателя.

## Сюжет
Птице (яп. 鳥, Bird), главному герою романа, прозванному так ещё в 15-летнем возрасте за внешнее сходство с птицей, исполняется 27 лет, он работает преподавателем английского языка на подготовительных университетских курсах и неожиданно оказывается перед выбором между убийством и спасением только что родившегося сына, страдающего от грыжи головного мозга. По словам врачей, даже при успешном проведении хирургической операции по удалению грыжи, жизнь сына Птицы будет в лучшем случае подобна существованию растения. Столкнувшись с этой ситуацией, Птица впадает в депрессию, вызванную чувством стыда за порождённого ребёнка-урода и страхом ограничения свободы, которое неизбежно последует за принятием на себя родительских обязательств. Надеясь на скорую смерть сына, Птица пытается избежать ответственности и старается забыться в алкоголизме и извращённом сексе с Химико (яп. 火見子), которую он знает ещё со студенческих времён и с которой мечтает теперь уплыть в Африку. Однако по ходу романа Птица преображается, обретая душевную зрелость. Он потрясён инстинктивным сопротивлением новорождённого, который упрямо отказывается умирать. Постепенно Птица начинает идентифицировать как самого себя, так и судьбу человечества с жизнью ребёнка. Решиться на воспитание сына ему помогает воспринятое как катастрофическое известие о возобновлении ядерных испытаний в СССР. Произведение заканчивается успешной операцией и сохранением жизни ребёнку.

## Интерпретация
Роман является художественным переосмыслением реально возникшей в жизни писателя дилеммы, вызванной рождением в 1963 году его сына Хикари. Несмотря на то, что «Личный опыт» сильно отличается от произведения, написанного в жанре японской эгобеллетристики, автобиографическое начало в нём очень сильно, вплоть до незначительных деталей, а преображение Птицы аналогично преображению писателя и человека Кэндзабуро Оэ. Прообразом тестя Птицы, беседой с которым завершается «Личный опыт», является Кадзуо Ватанабэ.
Метаморфоза Птицы — это в первую очередь спасение самого себя и лишь как следствие спасение ребёнка: превращение свободного от моральных обязательств и этических императивов животного в человека. Птица возвращается от антисоциального анального секса с Химико — к обычной супружеской жизни. Проблемой, однако, является то, что именно нормальное оказывается в этой ситуации способным породить ребёнка с патологией, как оно было способно породить и атомную бомбардировку, а потому возвращение к нему — явное выражение эсхатологических настроений Оэ.
Тема взаимоотношений отца и его больного сына с романом «Личный опыт» надолго вышла на первый план в творчестве писателя и получила своё дальнейшее развитие в целом ряде работ малой и крупной формы. Отмечается существенная интертекстуальность этих сочинений, требующая их совместного прочтения. В частности, «Личный опыт» с его хэппи-эндом даже с учётом двойственности последнего противопоставляется написанному семью месяцами ранее рассказу «Небесное привидение Агу» (1964), где схожая ситуация выбора разрешилась умертвлением больного ребёнка и последовавшим за ним самоубийством отца. К другим сочинениям этого «интертекста» относятся романы «Объяли меня воды до души моей» (1973) и «Записки пинчраннера» (1976), а также сборник новелл «О научи нас перерасти наше безумие» (1969). С другой стороны, считается обоснованным и поиск взаимодополнительности «Личного опыта» с другими работами писателя в сопоставлении романа с «Хиросимскими записками» (1965).